# 碎魔晶
《碎魔晶》是R·A·萨尔瓦多长篇小说《冰风谷三部曲》的第一部，主要讲述黑暗精灵崔斯特·杜垩登在冰风谷的冒险。
黑暗精灵与冰风谷的矮人布努诺，蛮人沃夫加等人在冰风谷的传奇，包括击败被碎魔晶控制的邪恶巫师凯梭对冰风谷的征服意图，杀死冰龙‘冰亡’等事迹。
碎魔晶是一个远古的拥有强大魔力的魔法晶石（或某种形式的生命体），可操控人的意志，为其邪恶的目的服务。在《碎魔晶》一书中 碎魔晶最后被埋在深深的冰雪之下。《血脉》系列中再度出现，而《黑暗之路》系列则是为了摧毁它。